# Cobitis lebedevi
Cobitis lebedevi är en fiskart som beskrevs av Vasil'eva och Vasil'ev, 1985. Cobitis lebedevi ingår i släktet Cobitis och familjen nissögefiskar. Inga underarter finns listade i Catalogue of Life.